# Emolinfa
L'emolinfa degli artropodi, è un tessuto fluido simile al sangue e alla linfa dei Vertebrati. L'emolinfa ha una maggiore viscosità; inoltre a differenza del sangue è priva di globuli rossi e, nella generalità degli insetti, di pigmenti respiratori riconducibili all'emoglobina. 
Il plasma è composto al 92% da acqua, una densità di circa 1,1 g/cm³ reazione neutra o debolmente acida (pH 6-7) e ha proprietà osmotiche più intense di quelle del sangue. Fra le sostanze disciolte si annoverano proteine, lipidi, glucidi, enzimi, ormoni, sali minerali, prodotti del metabolismo azotato (amminoacidi, acido urico). Sono inoltre presenti carotenoidi, responsabili della colorazione gialla o verde, più raramente altri pigmenti come l'emoglobina o l'emocianina. In alcuni insetti sono presenti anche sostanze ad azione caustica o tossica, che hanno una presumibile funzione deterrente nella difesa dai predatori.
La frazione cellulare dell'emolinfa è composta di tipi cellulari differenziati, genericamente detti emociti, in numero di 30-50 000 per mm3. Alcuni autori distinguevano cinque o più categorie di elementi figurati, ma gli orientamenti più recenti tendono a ricondurli a tre tipi, raggruppando alcune delle vecchie categorie (granulociti, plasmatociti) in quella dei leucociti:
- proleucociti;
- leucociti;
- enocitoidi.

I proleucociti sono interpretati come stadi immaturi dei leucociti. I leucociti hanno un'evidente funzione di difesa immunitaria, in quanto sono dotati di proprietà di fagocitosi. Ignota è invece la funzione degli enocitoidi.